# البرار
ال برار یک منطقهٔ مسکونی در یمن است که در استان صنعا واقع شده‌است.